# ヤギと大悟
『ヤギと大悟』（ヤギとだいご）は、テレビ東京系列のバラエティ番組。2021年に不定期特番として放送を開始した後、2023年4月7日から2024年3月8日まで毎週金曜日にレギュラー放送された。2024年7月15日より再び不定期特番として放送されている。

## 概要
モンゴルの民族衣装・青いデールを身にまとった大悟（千鳥）が一頭のヤギ「タンポポ」とともに村や町を歩き、雑草に困っている家々をアポ無し訪問してはヤギに雑草を食べさせて人助けをする。ゲストは大悟と色違いのデールを着用する。
あくまでも“ヤギが主役”の姿勢を貫き、ヤギの赴くまま進み、ヤギが満腹になればロケは終了となる。
レギュラー時代、1回に4週分を収録していたロケ地は、以下の内容を条件に決めている。
- 車が停められること。
- 毎回のオープニング映像を撮影するためにドローンを飛ばせること。
- 歩いてすぐの場所に民家があること。
- ヤギが歩ける場所であること。

ロケ中に車で移動する際は、大悟もポポを運ぶ軽トラックに乗る。ただし、大悟は自動車免許を持っていないため助手席に座り、運転は主に田形さんが行っている。ゲストも一緒に移動する際は、免許をもっているゲストには軽トラックの運転をお願いし、車中で大悟とやりとりする様子を収録している。免許が無いなどで運転できないゲストは別途ロケバスで移動するが、その際もトランシーバーを使用して軽トラック内の大悟とやりとりする様子を収録している。
2023年4月3日に行われたテレビ東京の入社式では、大悟による祝辞（ビデオ）とともにポポがサプライズゲストとして番宣も兼ね参加した。
2024年1月25日深夜（26日未明）放送の『テレビ千鳥』（テレビ朝日系列）で、当番組のパロディ企画「シャモとノブ」の制作風景が放映された。その企画内容は、黄色のデールをまとったノブが「スミス」と名付けた軍鶏と一緒に住宅地を歩き、害虫に困っている人を探して助けるというもの。演出は大悟が担当し、祖師谷公園でのオープニング撮影時には当番組同様にウルフルズの「笑えれば」を流した。
2024年3月8日放送分のエンディングで、当回がレギュラー放送の最終回となることが発表された。
2024年3月11日に行われた同年4月期の番組編成説明会において、今後は特番として放送を継続する意向であることが発表された。

### 企画
企画・演出を手掛ける冨田大介が、自身の子どもが通う小学校で飼われているヤギがアイドル化していたことから着想を得た企画。
番組名について冨田は、起案当初からロケ先で一般の方と楽しく関わることのできる大悟の出演を念頭に『ヤギと大悟』と決めていた。
番組化が決定して最初に取り組んだ主役のヤギ選びに際しては60頭ほどのヤギと会い、「かわいくて穏やかで、おとぼけな表情もある」と冨田が感じた現在のタンポポが選ばれた。主役をヤギとしていることから演出面では、「常にポポが映っている状態をキープして、特に雑草を食べているところを1番の見どころとして」本編の9割にヤギが映っているように心掛けている。
番組のテーマ曲は、「1週間の終わりにクスッと笑って、ほっこりしてもらえたらうれしい」との思いでウルフルズの「笑えれば」にしている。

## 出演者

### 主役(ヤギ)
タンポポ
白いヤギ。第1弾の冒頭で「一番最初に出会った花の名前をつける」という大悟の提案に従い「タンポポ（愛称「ポポ」）」と名付けられた。普段は静岡県の牧場「ファーム田形」で飼育されている。北海道出身で2020年4月25日生まれのオス。
モロコシ
上半身が黒く下半身が白いヤギ。初登場は第7弾で、遊びに来たゲストのヤギとして出演。2023年2月18日に「ファーム田形」で生まれたオスで、初登場時は生後2カ月だった。タンポポ同様に大悟が一番最初に出会った花から名付けようとして見つけた花の名前がハキダメギクなどで相応しくなく、近くで栽培されていたトウモロコシから「モロコシ」と命名した。第10弾以降は、ポポの弟分としてレギュラー出演していた。ちなみに植物のモロコシは、トウモロコシとは種が異なる。
2024年7月15日放送の特番でエンディング後、モロコシがロケ直前の6月18日に亡くなったことが伝えられ、過去回の追悼シーンが挿入された。

### 相方(人間)
大悟（千鳥）
主役であるヤギたちの相方。ポポのリードを握ってはいるが、除草する場所探しや危険回避以外は基本的にリードしないでポポの気が向くままについて行く。喋ることができないポポの行動やしぐさに応じたつっこみや語り掛け、雑草に困っている住民探しやゲストとのやりとりなどを担当している。ポポが排泄した糞尿の後始末や岩塩による塩分補給も担当している。ゲストがいる際は、これらの役目をゲストにお願いしている。
田形さん
主役のヤギたちが所属する静岡県の牧場「ファーム田形」の代表。夫婦ともに金髪。主に旦那さんがロケに同行して、大悟がヤギたちから離れている間の世話や移動する際の軽トラの運転などを担当している。

## 放送内容

### レギュラー放送以前の特番
| 弾 | 放送日         | 放送時間      | 訪れた場所     | ゲスト               |
| -- | -------------- | ------------- | -------------- | -------------------- |
| 1  | 2021年12月28日 | 13:30 - 15:00 | 埼玉県東秩父村 | 三宅健               |
| 2  | 2022年04月30日 | 12:00 - 13:28 | 千葉県大多喜町 | 佐藤隆太             |
| 3  | 2023年01月02日 | 12:30 - 14:00 | 栃木県益子町   | 井ノ原快彦、野村周平 |

### レギュラー放送
金曜日 19:25 - 19:55に放送。
| 弾     | 放送回    | 放送日   | 訪れた場所               | サブタイトル                                                         | ゲスト | 備考 |
| ------ | --------- | -------- | ------------------------ | -------------------------------------------------------------------- | --- | --- |
| 2023年 |           |          |                          |                                                                      | | |
| 4      | 01        | 04月07日 | 茨城県笠間市             | 祝レギュラー化!初回スペシャル                                        | 江口のりこ、ユウタ（NCT 127）                                                                                           | 初回90分特番。放送時間は19:25 - 20:54。 |
| 5      | 02        | 04月21日 | 神奈川県愛川町           | 良い子のみんな!ポケモンの後はヤギとお散歩しよ!ゲスト福士蒼汰         | 福士蒼汰 | |
| 5      | 03        | 04月28日 | 神奈川県愛川町           | 桜満開!神奈川県愛川町を雑草モグモグ旅!ゲストに福士蒼汰               | 福士蒼汰 | |
| 5      | 04        | 05月05日 | 神奈川県愛川町           | GWはゆったりヤギとお散歩!福士蒼汰&飯豊まりえと雑草モグモグ           | 福士蒼汰、飯豊まりえ | |
| 5      | 05        | 05月12日 | 神奈川県愛川町           | 民家でサッカーにポポも泊まれるお宿で乾杯!ゲストに飯豊まりえ          | 飯豊まりえ | |
| 6      | 06        | 05月19日 | 千葉県長柄町             | 祝!ポポ3歳の誕生日♥千葉県長柄町編                                    | - | |
| 6      | 07        | 05月26日 | 千葉県長柄町             | 知念がポポに大ビビり!?千葉県長柄町編                                 | 知念侑李（Hey! Say! JUMP）                                                                                              | |
| 6      | 08        | 06月02日 | 千葉県長柄町             | 主役爆睡でロケ中断!?JUMP知念感激!山奥の絶品ラーメン                  | 知念侑李（Hey! Say! JUMP）                                                                                              | |
| 6      | 09        | 06月09日 | 千葉県長柄町             | 番組史上最強!雑草ボーボー公園現る!千葉長柄町完結編                   | 知念侑李（Hey! Say! JUMP）                                                                                              | |
| 7      | 10        | 06月16日 | 静岡県富士宮市           | 赤ちゃんヤギにanan取材!大河俳優・板垣李光人!静岡富士宮               | 板垣李光人 | モロコシ、初登場。 雑誌『an・an』（マガジンハウス）がロケに同行して取材を行った。取材記事が掲載された同誌2354号の表紙も、ポポと大悟が飾った。 |
| 7      | 11        | 06月23日 | 静岡県富士宮市           | 源頼朝の屋敷で雑草モグモグ!?なにわ道枝&板垣李光人!富士宮編           | 板垣李光人、道枝駿佑（なにわ男子）                                                                                      | |
| 7      | 12        | 06月30日 | 静岡県富士宮市           | なにわ道枝が小学校突撃&風呂入浴!富士宮完結編                         | 板垣李光人、道枝駿佑（なにわ男子）                                                                                      | 1時間拡大版。放送時間は18:55 - 19:55。 |
| 8      | 13        | 07月14日 | 栃木県那須町・那須塩原市 | 温泉に牧場!夏休みにピッタリ栃木那須で雑草モグモグ旅                  | - | 冒頭に番組で初めて視聴者（小学生）からの手紙を紹介した。                                                                                      |
| 8      | 14        | 07月21日 | 栃木県那須町・那須塩原市 | 超人気INI登場!学校突撃に那須名物“じと”ラーメン                       | 髙塚大夢（INI） | |
| 8      | 15        | 07月28日 | 栃木県那須町・那須塩原市 | ヤギ、ヤギに会いに行く。INI&内田理央                                 | 髙塚大夢（INI）、内田理央                                                                                               | |
| 8      | 16        | 08月04日 | 栃木県那須町・那須塩原市 | 釣り!温泉!モンゴル宿!?栃木那須編完結                                 | 内田理央 | |
| 9      | 17        | 08月11日 | 群馬県片品村             | 尾瀬で人気!群馬片品村編スタート!ヤギ好き乃木坂・与田登場             | 与田祐希（乃木坂46） | |
| 9      | 18        | 08月18日 | 群馬県片品村             | 田中圭&乃木坂46与田が名物トウモロコシ爆食い!群馬片品村               | 与田祐希（乃木坂46）、田中圭                                                                                            | |
| 9      | 19        | 08月25日 | 群馬県片品村             | 田中圭&乃木坂46与田祐希と群馬片品村を雑草旅!絶品肉丼も               | 与田祐希（乃木坂46）、田中圭                                                                                            | |
| 9      | 20        | 09月01日 | 群馬県片品村             | 群馬片品村編完結!田中圭が温泉で美ボディ!                             | 田中圭 | |
| 10     | 21        | 09月08日 | 千葉県銚子市             | 日本一の港町!千葉県銚子編スタート!ポポ初めての海!                    | MEGUMI | モロコシ、2回目の登場。 12月14日に発売予定のフォトブック『ポポのいちにち』（講談社）の編集スタッフがロケに同行して取材を行った。              |
| 10     | 22        | 09月15日 | 千葉県銚子市             | 番組主題歌を歌うウルフルズ・トータス松本が登場!                      | MEGUMI、トータス松本（ウルフルズ）                                                                                      | |
| 10     | 23        | 09月22日 | 千葉県銚子市             | トータス松本が初の雑草モグモグ旅!興奮で太平洋へダイブ!?              | トータス松本（ウルフルズ）                                                                                              | |
| 10     | 24        | 09月29日 | 千葉県銚子市             | 千葉銚子編完結1時間拡大版!トータス松本サプライズで大悟涙             | MEGUMI、トータス松本（ウルフルズ）                                                                                      | 1時間拡大版。エンディングのサプライズでトータス松本が番組テーマ曲「笑えれば」を生歌唱した。放送時間は18:55 - 19:55。                          |
| 11     | 25        | 10月13日 | 茨城県かすみがうら市     | 初の湖!茨城県かすみがうら編スタート!番組グッズ発売決定!              | 磯村勇斗 | オープニングで番組グッズ発売開始を報告。 |
| 11     | 26        | 10月20日 | 茨城県かすみがうら市     | 茨城霞ヶ浦編!磯村勇斗、菅原文太共演のトラック野郎に遭遇              | 磯村勇斗 | |
| 11     | 27        | 10月27日 | 茨城県かすみがうら市     | 【霞ヶ浦名物!絶品シラウオ丼&レンコン収穫!元日本代表登場】            | 磯村勇斗、槙野智章 | |
| 11     | 28        | 11月03日 | 茨城県かすみがうら市     | 茨城かすみがうら編完結!レンコンの刺身!?農家直伝メシをご馳走に        | 槙野智章 | |
| 12     | 29        | 11月10日 | 山梨県甲州市             | 【ブドウが名産!山梨甲州市!4児ママ平愛梨7年ぶりのロケ】               | 平愛梨 | |
| 12     | 30        | 11月17日 | 山梨県甲州市             | 【平愛梨、長友とのブラボー秘話!ぶどう爆食い!山梨甲州市】             | 平愛梨 | |
| 12     | 31        | 11月24日 | 山梨県甲州市             | 【元乃木坂エース・西野七瀬!平愛梨がまさかの大号泣】                  | 平愛梨、西野七瀬 | |
| 12     | 32        | 12月01日 | 山梨県甲州市             | 【小学校突撃!元乃木坂エース・西野七瀬登場で生徒たち大興奮!】         | 西野七瀬 | |
| 総集編 | 33        | 12月22日 | -                        | めぇ〜場面大公開SP!江口のりこ、トータス松本など豪華ゲストが続々登場! | 過去回映像：江口のりこ、板垣李光人、平愛梨、ユウタ（NCT 127）、飯豊まりえ、西野七瀬、MEGUMI、トータス松本（ウルフルズ） | フォトブック『ポポのいちにち』（講談社）の完成披露と大悟による帯文作成。                                                                      |
| 2024年 |           |          |                          |                                                                      | | |
| 13     | 34        | 01月12日 | 栃木県日光市             | 【あけおめぇ〜大悟と同い年玉木宏登場!栃木日光編スタート】            | 玉木宏 | 番組冒頭、日光大室髙靇神社でご祈祷を受ける。                                                                                                  |
| 13     | 35        | 01月19日 | 栃木県日光市             | 【玉木宏に大悟憧れの優香登場!まるで竜宮城な不思議中華で爆食い】      | 玉木宏、優香 | |
| 13     | 36        | 01月26日 | 栃木県日光市             | 【優香はいいよなぁ〜ポポもデレデレ!玉木宏と80年生まれトリオ】        | 玉木宏、優香 | |
| 13     | 37        | 02月02日 | 栃木県日光市             | 【日光完結編!優香と志村けんトーク!生まれたて赤ちゃんも登場】         | 優香 | 立ち寄った民家で三菱重工West硬式野球部所属の龍幸之介選手と遭遇。                                                                              |
| 14     | 38        | 02月09日 | 千葉県勝浦市             | 【千葉勝浦編スタート!ポポ初ケーキ爆食い&新グッズ発売!】              | ムロツヨシ | 番組の冒頭、好調なグッズ販売のお礼としてポポとモロコシに牧草ケーキを贈呈した。                                                                |
| 14     | 39        | 02月16日 | 千葉県勝浦市             | 【ポポ暴走でムロ&モロコシ2Sロケ!?大漁!マグロ港に潜入】               | ムロツヨシ | |
| 14     | 40        | 03月01日 | 千葉県勝浦市             | 【ムロツヨシの豪華芸能人交友話!絶品!灰干しサバ】                     | ムロツヨシ | |
| 14     | 41 最終回 | 03月08日 | 千葉県勝浦市             | 勝浦編完結!ムロツヨシと絶景露天温泉!番組から重大発表も               | ムロツヨシ | エンディングで当回をもってレギュラー放送の終了が発表される。                                                                                  |

### レギュラー放送終了後の特番
| 弾 | 放送日        | 放送時間      | 訪れた場所   | タイトル                                                          | ゲスト             | 備考                                                                                                   |
| -- | ------------- | ------------- | ------------ | ----------------------------------------------------------------- | ------------------ | --- |
| 15 | 2024年7月15日 | 13:55 - 15:55 | 茨城県鉾田市 | ヤギと大悟2時間SP【特番で復活!相武紗季&北山宏光と雑草モグモグ旅】 | 相武紗季、北山宏光 | エンディング後にモロコシがロケ直前に亡くなったことが大悟から伝えられ、過去回の追悼シーンが挿入された。 |

## 配信番組
『ヤギと大悟・特別編』
TVer、Youtubeで2023年9月20日から配信開始。
| # | 配信年月日     | サブタイトル                               | 配信時間（分） | 備考 |
| - | -------------- | ------------------------------------------ | -------------- | ---- |
| 1 | 2023年09月20日 | ポポのモグモグASMR〜秋の味覚カボチャ編〜   | 9              |      |
| 2 | 2023年09月20日 | ポポのモグモグASMR〜大好物のスイカ編〜     | 6              |      |
| 3 | 2023年09月20日 | モロコシのモグモグASMR〜はじめての果物編〜 | 7              |      |
| 4 | 2023年09月28日 | ポポのモグモグASMR〜大好きな硬い葉っぱ編〜 | 8              |      |
| 5 | 2023年09月28日 | モロコシのモグモグASMR〜好物の葉っぱ編〜   | 6              |      |

## 受賞歴
- 2022年1月度ギャラクシー賞 月間賞[11]
- 第59回（2021年度）ギャラクシー賞 選奨[32][33]
- 第38回 ATP賞テレビグランプリ・情報・バラエティ部門 最優秀賞[34][33]

## スタッフ

### レギュラー放送
- 企画・総合演出 - 冨田大介（SION）
- 構成 - 飯塚大悟
- タイトルデザイン - 平池優太
- 編集 - 下向井顕
- MA - ウォッシャム賢人
- 音効 - 高島慎太郎
- 技術協力 - 池田屋、ヌーベルアージュ
- デスク - 渡邉京子（テレビ東京）
- 宣伝 - 阪本裕美子（テレビ東京）
- AD - 大場夏美、瀧田水紀、小山寛太、髙木もも花、紀拓海【毎週】、端村歩乃花、竹山慧【週替り】
- AP - 吉田亜美【毎週】、加藤由里菜【週替り】
- ディレクター - 保野祥子・長田達矢・小林直機・倉本華奈（共にSION）【毎週】、須田真光（BEE OURS）【週替り】
- 演出 - 菅谷陽介（SION）
- プロデューサー - 持山勇太（テレビ東京）、沼能亜弥・常盤吉弘（共にSION）
- チーフプロデューサー - 末永剛章（テレビ東京）
- 制作協力 - SION
- 製作著作 - テレビ東京

### レギュラー放送以前の特番
- 企画・演出 - 冨田大介（SION）
- 構成 - 飯塚大悟
- タイトルデザイン - 平池優太
- 編集 - 武者宏（第1、2弾）、橋本淳一郎（第3弾）
- MA - ウォッシャム賢人（第3弾、第1弾はマルチオーディオと表記）、平山達也（第2弾）
- 音効 - 高島慎太郎
- 技術協力 - 池田屋、ヌーベルアージュ
- デスク（第3回） - 渡邉京子（テレビ東京、第3弾）
- AD：加藤百夏・藤田純（共に第1弾）、川野葵（第2弾）、大場夏美、小山寛太（共に第3弾）
- ディレクター - 菅谷陽介・倉本華奈（共にSION）
- AP - 増山志津奈（SION、第2弾-、第1弾はAD）
- プロデューサー - 持山勇太（テレビ東京）、沼能亜弥（SION）、常盤吉弘（SION、第1弾のみ）、
- チーフプロデューサー - 末永剛章（テレビ東京）
- 制作協力 - SION
- 製作著作 - テレビ東京

## ネット局
| 放送期間                                                                      | 放送時間                                                                                       | 放送局         | 対象地域       | 備考                                |
| ----------------------------------------------------------------------------- | ---------------------------------------------------------------------------------------------- | -------------- | -------------- | ----------------------------------- |
| 2023年4月7日 - 2024年3月8日                                                   | 金曜 19:25 - 19:55                                                                             | テレビ東京     | 関東広域圏     | 制作局                              |
|                                                                               |                                                                                                | テレビ北海道   | 北海道         |                                     |
|                                                                               |                                                                                                | テレビ愛知     | 愛知県         |                                     |
|                                                                               |                                                                                                | テレビ大阪     | 大阪府         |                                     |
|                                                                               |                                                                                                | テレビせとうち | 岡山県・香川県 |                                     |
|                                                                               |                                                                                                | TVQ九州放送    | 福岡県         |                                     |
| 2023年4月11日 2023年4月21日 - 2024年3月8日                                    | 火曜 18:25 - 19:49 金曜 19:25 - 19:55                                                          | 奈良テレビ     | 奈良県         | 同時ネット （初回のみ遅れネット）   |
| 2023年4月30日 - 10月1日 2023年10月22日 -                                      | 日曜 1:15 - 1:45（土曜深夜） 日曜 16:55 - 17:25                                                | テレビ熊本     | 熊本県         |                                     |
| 2023年4月30日 - 8月20日 2023年9月3日 - 10月29日 2023年11月5日 - 2024年3月31日 | 日曜 1:25 - 1:55（土曜深夜） 日曜 1:35 - 2:05（土曜深夜） 日曜 1:25 - 1:55（土曜深夜）         | 秋田放送       | 秋田県         |                                     |
| 2023年4月30日 - 2024年3月31日                                                 | 日曜 8:00 - 8:30                                                                               | テレビ和歌山   | 和歌山県       |                                     |
|                                                                               | 日曜 13:00 - 13:30                                                                             | 北日本放送     | 富山県         |                                     |
| 2023年4月30日 - 2024年5月19日                                                 |                                                                                                | テレビ新広島   | 広島県         |                                     |
| 2023年4月30日 - 2024年4月14日                                                 | 日曜 13:00 - 13:30                                                                             | 静岡第一テレビ | 静岡県         |                                     |
| 2023年4月30日 - 2024年5月5日                                                  | 日曜 13:27 - 13:57                                                                             | 新潟放送       | 新潟県         |                                     |
| 2023年5月2日 - 6月27日 2023年7月5日 - 2024年4月3日                            | 火曜 0:59 - 1:30（月曜深夜） 水曜 0:59 - 1:30（火曜深夜）                                      | 信越放送       | 長野県         |                                     |
| 2023年5月5日 - 2024年5月3日                                                   | 金曜 18:20 - 18:49                                                                             | びわ湖放送     | 滋賀県         |                                     |
| 2023年5月6日 - 2024年5月11日                                                  | 土曜 12:30 - 13:00                                                                             | 北陸朝日放送   | 石川県         |                                     |
|                                                                               | 土曜 14:30 - 15:00                                                                             | 福島放送       | 福島県         |                                     |
| 2023年5月12日 - 9月29日 2023年10月8日 -                                       | 金曜 0:45 - 1:15（木曜深夜） 日曜 0:00 - 0:30（土曜深夜）                                      | 青森朝日放送   | 青森県         |                                     |
| 2023年5月13日 - 12月23日 2024年1月6日 - 3月23日                               | 土曜 13:24 - 13:54 土曜 17:00 - 17:30                                                          | 長崎放送       | 長崎県         |                                     |
| 2023年5月16日 - 2024年4月2日                                                  | 火曜 0:55 - 1:25（月曜深夜）                                                                   | 大分放送       | 大分県         |                                     |
| 2023年5月21日 -                                                               | 日曜 13:27 - 13:57                                                                             | あいテレビ     | 愛媛県         |                                     |
| 2023年7月10日 - 2024年3月25日 2024年4月5日 -                                  | 月曜 23:56 - 翌 0:26 金曜 0:56 - 1:27（木曜深夜）                                              | テレビ山口     | 山口県         |                                     |
| 2023年8月12日 2023年8月22日 - 9月26日 2023年10月3日 - 12月26日 2024年1月6日 - | 土曜 14:55 - 16:20 火曜 0:15 - 0:45（月曜深夜） 火曜 0:30 - 1:00（月曜深夜） 土曜 9:30 - 10:00 | 琉球朝日放送   | 沖縄県         |                                     |
| 2023年9月11日 - 11月1日                                                       | 月曜 - 木曜 9:55 - 10:25                                                                       | テレビ山梨     | 山梨県         | 第10弾（千葉県銚子市編）まで放送。  |
| 2023年10月7日 2023年10月13日 2023年10月21日 -                                 | 土曜 0:53 - 1:23（金曜深夜） 金曜 0:26 - 0:55（木曜深夜） 不定期放送                           | テレビユー山形 | 山形県         | 第5弾（神奈川県愛川町編）から放送。 |
| 2023年11月4日 -                                                               | 土曜 13:30 - 14:00                                                                             | 宮崎放送       | 宮崎県         | 第10弾（千葉県銚子市編）から放送。  |
| 2024年1月19日 - 4月5日                                                        | 金曜 19:30 - 19:57                                                                             | 岐阜放送       | 岐阜県         | 第12弾（山梨県甲州市編）から放送。  |

下記の放送局ではレギュラー放送を除き、不定期特番の放送実績を持っている。
| 放送対象地域 | 放送局              | 系列           | 出典   |
| ------------ | ------------------- | -------------- | ------ |
| 岩手県       | テレビ岩手（TVI）   | 日本テレビ系列 | [ 40 ] |
| 宮城県       | 東日本放送（khb）   | テレビ朝日系列 | [ 41 ] |
| 福井県       | 福井テレビ（FTB）   | フジテレビ系列 | [ 42 ] |
| 徳島県       | 四国放送（JRT）     | 日本テレビ系列 | [ 43 ] |
| 佐賀県       | サガテレビ（STS）   | フジテレビ系列 | [ 44 ] |
| 宮崎県       | 宮崎放送（mrt）     | TBS系列        | [ 45 ] |
| 鹿児島県     | 鹿児島テレビ（KTS） | フジテレビ系列 | [ 46 ] |

## 関連商品
- 『ポポのいちにち』（講談社〈講談社の創作絵本〉、2023年12月14日発売、ISBN 978-4065338650）[47]